# Georg Hack
Georg Hack (ur. 20 lutego 1950 w Landshut) – zachodnioniemiecki żużlowiec, występujący również na długim torze.

## Życiorys
Trzykrotny medalista Indywidualnych Mistrzostw Republiki Federalnej Niemiec (srebrny – 1979, dwukrotnie brązowy – 1981, 1982), dwukrotny brązowy medalista Drużynowych Mistrzostw Świata (Olching 1981, Londyn 1982), dwukrotny finalista Indywidualnych Mistrzostw Świata (Los Angeles 1982 – XI m., Göteborg 1984 – jako zawodnik rezerwowy), uczestnik finału Mistrzostw Świata Par (Chorzów 1978 – VI m.). 
Wielokrotnie uczestniczył również w finałach Indywidualnych Mistrzostw Świata na długim torze, najlepsze wyniki osiągając w latach 1979 (V m.), 1980 (V m.) i 1978 (VI m.).